# Codex Gregorianus
Der Codex Gregorianus (entspricht oströmischer Bezeichnung; in Westrom: Gregorianus, Corpus Gregoriani; generell kurz: CG) ist eine um die Wende vom 3. auf das 4. Jahrhundert verfasste und nach sachlichen Gesichtspunkten zusammengestellte Privatsammlung von Juristenschriften und Kaiserkonstitutionen, der Gesetzeskraft beigemessen war. Der Codex gehört in die Zeit des nachklassischen Rechts, ist selbst im Urtext nicht erhalten geblieben, findet sich aber in mehreren späteren Sammlungen und Kodifikationen wieder.

## Geschichte des Codex
Erstellt wurde das Werk wohl 291 auf Veranlassung des römischen Kaisers Diokletian in Rom. Theodor Mommsen und andere waren noch von einer Herstellung in Beirut ausgegangen, zudem zu einem späteren Zeitpunkt, zwischen 297 und 302. Das später entstandene Rechtswerk der Mosaicarum et Romanarum legum collatio gibt mehrere Hinweise auf die Entstehung von Gesetzen beziehungsweise deren Datierung in den 290er-Jahren.
Diokletian hatte einem der Vorsteher seiner Libellkanzlei (vermutlich war sein Name Gregorius) in Auftrag gegeben, alle Kaiserentscheidungen seit Hadrian zu sammeln und zu veröffentlichen. Der zumeist gebrauchte Werksbegriff „Privatsammlung“ darf dabei aber nicht darüber hinwegtäuschen, dass dem entstehenden Kodex ein verbindlicher hoheitlicher Charakter mit Außenwirkung beigemessen wurde. Daran änderte auch der Umstand nichts, dass Diokletian es unterließ, den Senat zur Ratifizierung heranzuziehen, denn die Aufsicht über rechtliche Maßnahmen stand mittlerweile unter kaiserlicher Aufsicht. Ebenso verhielt es sich bezüglich aller administrativen (bürokratischen) Vorgänge des Staates. Mit dem Auftrag an seinen Spitzenbeamten verband sich somit ein Doppeltes: die bereits bestehenden kaiserlichen Anordnungen seit Hadrian sollten rechtsverbindlich bleiben und seine eigenen Anordnungen sollten sich dem Vorbehalt der Legitimierung durch ein Gremium außerhalb seines Beamtenapparats entziehen können.
Gegen Ende des 3. Jahrhunderts umfasste das römische Privatrecht zwei große Schriftmassen. Zum einen waren das die verbindlichen Juristenschriften (iura), zum anderen waren das Kaiserentscheidungen (constitutiones). Kaiserliche Entscheidungen wurden zum Teil wieder als leges bezeichnet, insbesondere aber lagen Reskripte vor, die je einzelfallbezogen, bürgerliche Rechtsfragen und Anträge beschieden. Unter den mehreren tausend kaiserlichen Äußerungen aus der Zeit von Hadrian bis 291, befanden sich zudem Bescheide an Beamte und hochgestellte Private (epistulae), Dienstanweisungen an Verwaltungsträger (mandata), Urteile des Kaisergerichts (decreta), Notierungen zu mündlich erteilten Bescheiden und kaiserliche Edikte (edicta). Lücken fallen bezüglich der Kaiser Elagabal und Maximinus Thrax auf. Vereinzelt sind Diokletian und Mitkaiser erfasst. Die Normenhierarchie war so gestaltet, dass die Kaiserkonstitutionen gegenüber den klassischen Juristenschriften Vorrang genossen, sie galten als höherrangiges Recht. Die im Codex Gregorianus aufgenommenen Juristenschriften entstammten der hoch- und spätklassischen Epoche. Deren Vertreter waren Gaius und Ulpius Marcellus, Rechtsgelehrte der späten Hochklassik, daneben Papinian und Ulpian, je Repräsentanten der Spätklassik. Diokletian war daran gelegen, dass die beiden Rechtsmassen allgemein zugänglich gemacht würden. Da der Kodex nach seiner Fertigstellung rasche Anerkennung fand, gab Diokletian wenig später noch den in der Zeit um 293/294 entstandenen Codex Hermogenianus in Auftrag. Verfasst wurde dieser Codex vom namengebenden Hermogenian (selbiger bekannt auch für die Abfassung der iuris epitomae). Hermogenian war Kanzleileiter (magister libellorum) in der Spitzenbehörde des Kaisers in den Jahren von 293 bis 295.
Nach seiner Fertigstellung gliederte sich das Werk in 15 oder 16 Bücher (libri) mit je 20 bis 40 Sachtiteln. Detlef Liebs bezweifelt dabei eine korrekte Überlieferung durch die Collatio, wonach 19 Bücher beinhaltet gewesen sein sollen. Es handelte sich nicht mehr um Buchrollen, das Nachschlagewerk war vergleichbar einem heutigen Buch, gebunden. Über den Kompilator selbst ist nichts bekannt, außer dass er über herausragende juristische Fähigkeiten verfügt haben muss. Seine – wohl häufig belehrend wirkende – didaktische Methode war der römischen Tradition verpflichtet. Bezüglich der Gestaltung des Werkes stellt Liebs fest, dass Gregorianus (oder Gregorius) den Stoff sehr tief durchgegliedert hatte und dabei neue Rechtsgattungen entstanden seien. Sich der Auffassung von Fritz Schulz entgegenstellend, geht Liebs zudem davon aus, dass bis dahin keine vergleichbaren Kompilationen geschaffen worden waren. Seinem Inhalt nach stelle das Werk insoweit etwas Neues dar, als der Verfasser auch fremde Substanz in das Werk aufgenommen hatte, etwa die libri XX aus der Rechtsschule von Beirut, Abhandlungen zum Werk De constitutionibus. Geordnet seien die Materien nach einem „modifizierten Digestensystem“ (heute „Codexsystem“), das sich methodisch bereits weit von den hochklassischen Digestenwerken entfernt habe. Aufgrund des Fehlens ursprünglicher Skriptfassungen und in Ermangelung sekundärer Überlieferungsliteratur, gestaltet sich für die Quellenforschung die Klärung der Frage schwierig, ob der Autor in die Inhalte eingegriffen hatte. Gleichwohl kommt sie zu dem Ergebnis, dass prägregorianische Texte, die später in den Codex Iustinianus eingeflossen sind, für den Codex noch gekürzt und teils gestrichen worden waren. Diverse Texte seien zudem auf Inhaltsangaben reduziert worden und bezüglich präpertinakischer Konstitutionen in weiten Teilen gar nicht mehr wiedergegeben worden; stattdessen seien Wiedergaben der klassischen Juristenliteratur entnommen worden.
Das zusammengeführte Material, das wohl vornehmlich aus römischen Zentralarchiven, von syrischen und Beiruter Adressen und aus sonstigen Provinzen stammte, blieb nicht erhalten, war aber vor seinem Untergang noch in den 534 geschaffenen Codex Iustinianus aufgenommen worden, der Bestandteil des später so bezeichneten Corpus iuris civilis wurde. Bereits im 4. und 5. Jahrhundert fanden Auszüge daraus Einlass in die anonymen Werke der eingangs bereits erwähnten Mosaicarum et Romanarum legum collatio, die Consultatio veteris cuiusdam iurisconsulti und auch in die Fragmenta Vaticana. Eine Wiederaufnahme der Leitgedanken des Codex Gregorianus kann in der offiziellen Konstitutionensammlung des Kaisers Theodosius II. erblickt werden, der im 5. Jahrhundert den Codex Theodosianus (438) publizieren ließ, versehen mit mehr als 3000 Konstitutionen seit der Regierungszeit des Kaisers Konstantin. Dieser Kodex enthielt vornehmlich Verwaltungsrecht, weshalb er für die Forschung zu den spätantiken Verwaltungszuständen eine hervorragende Quelle darstellt. Weiterhin ist ausgetragen, dass der Text des Codex Gregorianus maßgebenden Einfluss auf den Inhalt der Sententiae Syriacae hatte.
Die Fragmenta Londiniensia Anteiustiniana, siebzehn Pergamentfragmente, wurden in den Jahren 2009/10 als vermutliche Überreste des Codex Gregorianus identifiziert.

## Rechtshistorische Einbettung
Die beiden ersten nachchristlichen Jahrhunderte waren für Rom von Wirtschaftswachstum und Wohlstand geprägt. Mit den Kaisern Diokletian bis hin zu Konstantin, begann ein Zeitabschnitt, der einschneidende Staatsreformen mit sich brachte. Insbesondere wurde die Bürokratie stark zentralisiert, was den Regimen gelegentlich das Etikett des Betriebs eines „Zwangsstaates“ einbrachte. Der Entwicklung des römischen Privatrechts kam dies zugute, denn viele Eigenschaften des ius vetus wurden beibehalten. Gerichtswesen und Rechtspflege oblagen weiterhin dem Prätor, Urteile fällte der private Richter (iudex). Staatliche Gesetzgebung spielte eine untergeordnete Bedeutung. Die während des Prinzipats bereits eingesetzten Respondierjuristen entwickelten das Privatrecht in sachlicher Hinsicht weiterhin fort, wobei noch von einem leistungsfähigen Juristenstand gesprochen werden darf. Mit Beginn des 3. Jahrhunderts waren die wesentlichen juristischen Leistungen erbracht, denn den großen Ediktskommentaren und der Problemliteratur die die Edikte kommentierte (disputationes und quaestiones), wurde in der Folge in weiteren Auflagen nicht mehr viel hinzugefügt.
Die Aktivitäten der Reskriptskanzleien Diokletians und die Rechtssammlungen der Codizes Gregorianus und Hermogenianus gelten gemeinhin als Abschluss der klassischen Rechtskultur. Einem Ulpian, Paulus oder Modestin vergleichbare Juristen traten fortan nicht mehr in Erscheinung. Stattdessen setze eine Orientalisierung und sukzessive Vulgarisierung des römischen Rechtsdenkens ein. Gründe dafür lassen sich im überreichen Angebot an juristischer Literatur einerseits finden, andererseits destabilisierte sich das Reich politisch und wirtschaftlich ab dem 3. Jahrhundert zunehmend. Das Streben nach Anschaulichkeit, Volksnähe und effizienter Rechtsordnung führte zur Kassation überholter Gerichtsstrukturen wie des Formularprozesses. Abgelöst wurde der Prozesstyp durch die kaiserliche Gerichtsbarkeit. Die Beamten des sich nun etablierenden Kognitionsverfahrens verfuhren nicht mehr aufgrund Edikts, sondern auf verwaltungsrechtliche Weisung hin. Selbige entzog sich aber der Einflussnahme durch die wissenschaftliche Jurisprudenz. Bedeutende Rechtsgeschäfte wie die mancipatio oder in iure cessio wurden durch die einfacheren Regeln der traditio abgelöst. Das Spektrum der Lehrmeinungen wurde deutlich verkürzt und auf wenige Autoritäten begrenzt. Außerdem wurde die rechtlichen Bindungen der unterschiedlichen Rechtsschichten aufgegeben; das betraf das Nebeneinander von ius civile, honorarium und gentium. Als unzeitgemäß betrachtet, wurden die verschiedenen Rechtsebenen überwunden.
Fortschreibungen und Weiterverarbeitungen der im Codex enthaltenen Auszüge der Bücher 35 bis 38 der ulpianischen libri ad Sabinus – sie richteten sich an den Rechtsschulbegründer der Sabinianer und Prokulianer, Masurius Sabinus (1. Jahrhundert) – finden sich in den der Rechtsschule von Beirut zugeordneten Scholia Sinaitica. Neben zweien aus dem Codex Hermogenianus, fanden dreiundzwanzig gregorianische Reskripte Einlass in die Lex Romana Visigothorum des tolosanischen Königs Alarich. Zehn der gregorianischen und beide hermogenianischen Reskripte wurden dabei mit Auslegungsanleitungen (interpretationes) versehen. Ursprünglich dienten sie der Erläuterung klassischer Rechtstexte, heute geben sie Aufschluss über Bedeutung und Inhalt des spätantiken römischen Rechts.

## Verbreitung
Die Nutzung des Codex als bedeutende Rechtsvorgabe ist mehrfach bezeugt. Allein zehn Meldungen kamen im 5. und 6. Jahrhundert aus Gallien. Vier weitere kamen bis 500 n. Chr. aus dem italischen Raum, zwei aus Africa (um 300 und 420 n. Chr.), sowie acht aus östlichen Gebieten in der Zeit des 5. bis frühen 6. Jahrhunderts.

## Ausgaben
- Gustav Friedrich Hänel: Corpus iuris Romani anteiustiniani consilio professorum Bonnensium (sog. Bonner Corpus iuris). Band II S. 3 ff. (1837).
- Paul Krüger: Collectio librorum iuris anteiustiniani. Band III S. 221 ff.